# Leuro
Leuro ist ein osttimoresisches Dorf und Suco im Verwaltungsamt Lospalos (Gemeinde Lautém).

## Der Ort
Das Dorf Leuro liegt im Zentrum des Sucos auf einer Meereshöhe von 319 m. In unmittelbarer Nachbarschaft zum Ort Leuro liegt das Dorf Luturula (deutsch Ende der Steinmauer). Hier liegt die einzige Grundschule des Sucos. Auf manchen Karten werden die Orte als ein Ort unter dem Namen Luturula geführt.

## Der Suco
Vor der Gebietsreform 2015 hatte Leuro eine Fläche von 21,93 km². Nun sind es 23,76 km². Der Suco liegt im Westen des Verwaltungsamts Lospalos. Im Norden grenzt er an den Suco Home, im Osten an Souro, im Süden an Cacavei und im Westen an das Verwaltungsamt Lautém mit seinem Sucos Maina II. Die Grenze zu Lautém bildet der Fluss Malailada. Von Nordost nach Südwest durchquert die überregionale Straße von Lospalos nach Iliomar den Suco. Der Ort Leuro liegt an der Straße, ebenso die Dörfer Soro Kecil (östlich von Leuro), Savarica und Cacavei Lama (Cacaven Lama, südwestlich von Leuro). Nördlich befinden sich die Dörfer Soronaureci und Leuro Lama, südöstlich das Dorf Soro Moco (Souro Moc).
In Leuro befinden sich die vier Aldeias Leuro, Luturula, Soro Moco und Tcharano.

## Einwohner

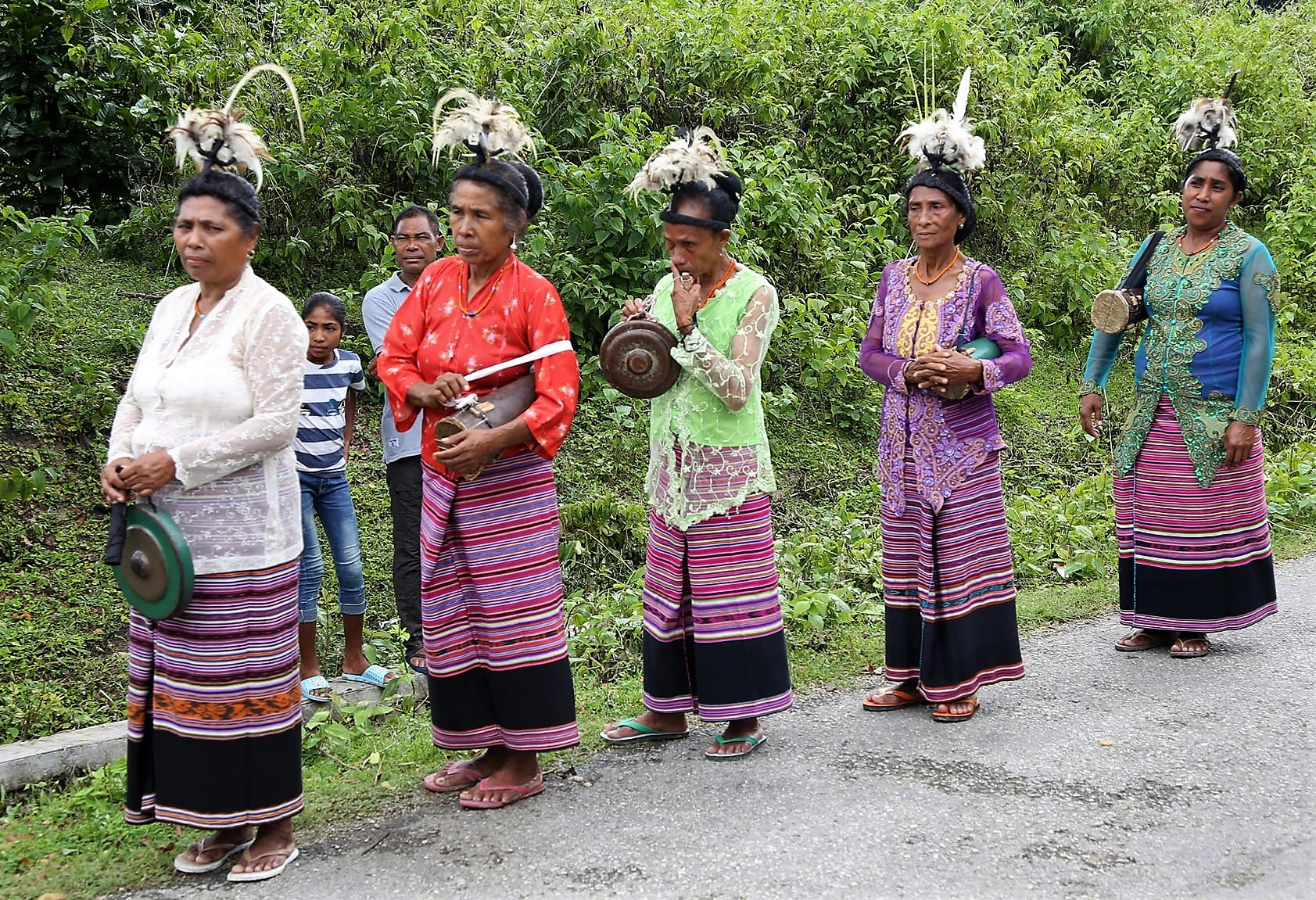
Festtagskleidung in Leuro

In Leuro leben 1.016 Einwohner (2022), davon sind 504 Männer und 512 Frauen. Im Suco gibt es 175 Haushalte. Über 97 % der Einwohner geben Fataluku als ihre Muttersprache an. Minderheiten sprechen Makasae oder Tetum Prasa.

## Geschichte
Zwischen dem 5. und 8. August 1983 desertierten Hunderte von Mitgliedern von bewaffneten Milizen (Wanra, Hansip) aus Mehara, Lore, Leuro und Serelau und schlossen sich der FALINTIL an. In ihren Heimatorten führten die Indonesier Strafaktionen durch. Hunderte Frauen und andere zurückgebliebene wurden auf Lastwagen zusammengetrieben und für mehrere Monate interniert. Es kam zu Folterungen und Vergewaltigungen. Später wurden mehrere hundert Familien auf die Insel Atauro zwangsumgesiedelt.
Zwischen dem 8. und 12. September 1999 brannte Team Alfa mehr als hundert Wohnhäuser in Leuro nieder und vertrieb die Einwohner des Dorfes.

## Politik

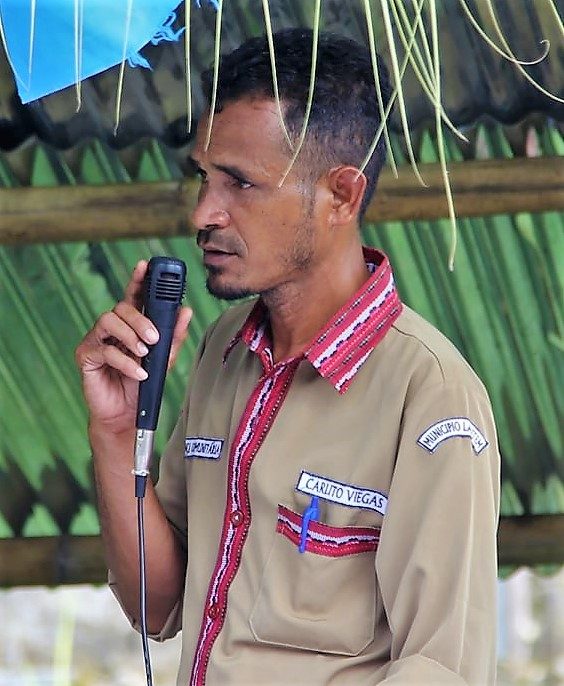
Carlito Viegas (2021)

Bei den Wahlen von 2004/2005 wurde Manuel da Costa zum Chefe de Suco gewählt. Bei den Wahlen 2009 gewann Alarico Lopes Fernandes und 2016 Carlito Viegas.